# Gilda Dent
Gilda Dent è un personaggio immaginario ricorrente nei fumetti di Batman a partire da Detective Comics n. 66 (nell'agosto 1942). Era la fidanzata (moglie in alcune versioni) del procuratore distrettuale Harvey Dent, finché quest'ultimo non divenne il criminale Due Facce.

## Biografia del personaggio

### Pre-crisi
Gilda Gold è una scultrice fidanzata con Harvey Kent, il brillante e affascinante procuratore distrettuale di Gotham City. Durante un processo al criminale Salvatore Maroni, quest'ultimo lancia una fiala di acido in faccia ad Harvey, sfigurandogli orribilmente metà del viso e portandolo alla follia; Dent ritiene che, essendo Gilda una scultrice, ami la bellezza, quindi né lei né nessun altro potrà mai accettarlo per il suo nuovo aspetto. A simboleggiare il suo nuovo io, Harvey distrugge con un martello un busto dalle sue fattezze realizzato da Gilda e si separa da quest'ultima avviando una carriera dualistica, criminale e filantropica in stile Robin Hood. Ciò nonostante, i due continuano a provare sentimenti reciproci.
Mentre si trova a un concerto di musica classica, Gilda assiste all'irruzione di Harvey e della sua banda. Li segue nel loro nascondiglio nel momento in cui arrivano Batman e Robin e, quando Due Facce fa per sparare a Batman, lei si frappone tra i due per cercare di farlo rinsavire. Profondamente turbato e credendo di averla uccisa, Dent si costituisce mentre Gilda viene mandata in ospedale. Due Facce apprende dai medici che Gilda è depressa e ha perso la voglia di vivere, quindi giura di rinunciare al crimine per lei; sconfigge i suoi uomini e si sottopone a un intervento di chirurgia plastica, venendo rilasciato dal carcere dopo un anno, ormai guarito nel corpo e nella mente. Promette di sposare finalmente Gilda.
In seguito, Harvey e Gilda partecipano al matrimonio tra Bruce Wayne e Selina Kyle, lasciando presumere che i due condividano una vita serena e felice.

### Terra-Uno
Successivamente, si scopre che Harvey e Gilda hanno avuto una figlia, Duela Dent. Quando Harvey torna a essere Due Facce, Gilda lo lascia portandosi via Duela. Si risposa con Dave Stevens, ex assistente di Dent, che poi viene ucciso da Maroni. Due Facce uccide il boss mafioso come vendetta per il dolore che ha arrecato a Gilda e si traveste da un uomo di nome Carl Ternison tentando di corteggiare la donna, appena rimasta vedova, sperando di avere una vita normale con lei. Quando Gilda lo scopre, la follia di Due Facce aumenta al punto da cercare di uccidere Batman. Prima che possa farlo, Gilda afferma che, se lo farà, non lo perdonerà mai, al che Dent crolla e la prega di aiutarlo. Harvey viene arrestato e Gilda promette di stargli accanto finché non guarirà.

### Post-crisi
Gilda appare in un talk televisivo incentrato sui criminali di Gotham, raccontando di quando uno dei criminali fatto condannare da Harvey quando era procuratore la prese in ostaggio per vendicarsi, venendo salvata da Due Facce che si trattenne dall'uccidere il criminale su richiesta di lei: si tratta di un raro caso in cui Dent ha agito influenzato dal benessere di qualcuno piuttosto che dalla sua moneta. Gilda tenta di fare appello al "lato buono" di Dent senza successo, ma dichiara di credere che, un giorno, Harvey tornerà da lei.
La donna appare nella storia che approfondisce le origini di Due Facce: da giovane Harvey veniva abusato dal padre, un alcolizzato violento, che lanciava una moneta per decretare se picchiarlo o meno, portando il ragazzo a sopprimere tutti i suoi sentimenti negativi. Si scopre poi che la moneta era truccata, ragion per cui l'uomo picchiava sempre il figlio. Mentre Harvey è combattuto su quello che prova per il genitore, Gilda lo disprezza apertamente. Gilda cerca di supportare Dent mentre la sua sanità mentale inizia a crollare, andando a trovarlo in ospedale dopo che è stato sfregiato per restituirgli la moneta. Quando Harvey perde definitivamente il controllo, uccidendo il suo ex assistente corrotto, Gilda racconta a Batman gli abusi subiti da Harvey per spiegargli la causa dei suoi problemi mentali.
Gilda litiga con l'ex marito su cosa abbia portato al fallimento del loro matrimonio, in quanto Dent ritiene che sia successo a causa della sua incapacità di darle figli. Gilda si risposa con Paul Janus e Dent cerca di incastrarlo facendo credere a tutti che sia impazzito dopo essere stato sfigurato, come accaduto a Dent, ma il suo piano viene sventato da Batman. Anni dopo, Gilda partorisce due gemelli di nome James e Luke e Due Facce l rapisce in quanto crede erroneamente che Janus li abbia concepiti con un farmaco sperimentale della fertilità. Batman apprende poi che il vero padre dei gemelli è proprio Dent, dal momento che Gilda ha usato il suo sperma conservato per rimanere incinta, e l'eroe usa tale informazione per convincere Due Facce a liberare i bambini e a costituirsi.

### Post-Zero Hour
In seguito agli eventi di Ora zero - Crisi nel tempo, la storia di Gilda viene rivisitata. La donna è sposata con Harvey, ma il loro matrimonio viene messo a dura prova nel corso di un anno nel quale su Gotham si scatena il serial killer Festa, che miete vittime tra gli associati delle principali famiglie criminali della città; Gilda vorrebbe sistemarsi e mettere su famiglia, mentre Harvey diventa progressivamente più ossessionato dal catturare il killer. In seguito, Gilda confessa privatamente di essere stata lei l'originale Festa: ha commesso gli omicidi fino a Capodanno, poi è stata sostituita da Alberto Falcone. Il suo ruolo negli eventi resta sconosciuto, in quanto Alberto, dopo essere stato arrestato, si assume la responsabilità di tutti i crimini. Gilda distrugge le prove del suo coinvolgimento e lascia Gotham. Successivamente, l'Uomo Calendario fa per rivelare la vera identità di Festa e presumibilmente smascherare Gilda, ma viene interrotto da Dent.

### Crisi post-infinita
Gilda viene menzionata da Dent quando ricorda la sua vita passata, sebbene poi Due Facce lo metta a tacere affermando che lei "se n'è andata".
Durante il mandato di Dick Grayson come Batman, l'Enigmista rivela che Gilda ha finto la sua morte dopo essere stata imprigionata e aver incontrato Mario Falcone che ha subito un crollo mentale dopo gli eventi di Vittoria Oscura. Falcone tenne prigioniera Gilda e quest'ultima cospirò con l'Enigmista per rubare la moneta di Due Facce e spingerlo a salvarla. Gilda simula la morte di Harvey sparandogli per salvarlo dalle persecuzione di Mario e, quando i due si riuniscono, gli spiega che ora crede sia in Due Facce che in Harvey Dent. Tuttavia Due Facce, sentendosi tradito e manipolato, cerca di ucciderla, salvo esitare ed essere fermato da Batman. Gilda spara a Batman per metterlo fuori combattimento e permettere a lei e Dent di scappare. Il suo destino rimane sconosciuto e Dick mette persino in dubbio il fatto che fosse la vera Gilda.

### New 52
In questa versione, Gilda è una donna mondana che Bruce Wayne presenta a Harvey Dent durante una festa di laurea. Viene uccisa davanti ad Harvey da Erin McKillen.

## Altre versioni

### Flashpoint
In un universo alternativo descritto in Flashpoint, Harvey Dent ha una moglie e due figli gemelli. Questi ultimi sono rapiti dal Joker e i Dent chiedono aiuto a Batman per ritrovarli.

## In altri media

### Televisione
Nella serie animata di Batman appare un personaggio analogo a Gilda, chiamata Grace Lamont. È la sua fidanzata, che continua a sperare di riunirsi a lui anche dopo che è impazzito diventando Due Facce. Sembra essere l'unica persona in grado di fare appello alla personalità di Harvey Dent, sebbene appaia solo in due puntate. È doppiata da Murphy Cross.

### Film
- Un'incarnazione alternativa ottocentesca di Gilda Dent fa un'apparizione cameo in Batman contro Jack lo squartatore.
- Gilda Dent appare nel film animato Batman: Il Lungo Halloween, doppiata da Julie Nathanson. Questa versione era precedentemente fidanzata con Alberto Falcone ed era incinta di suo figlio, ma il padre di Alberto, il boss mafioso Carmine Falcone, non la ritenne all'altezza del figlio, quindi lo costrinse ad annullare il matrimonio e a far abortire la donna. Per vendicarsi, Gilda indossa i panni di Festa e miete vittime tra i Falcone. Alla fine del film Batman la scopre mentre sta cancellando le prove del suo coinvolgimento, ma la lascia andare.